# Steve Gibbons

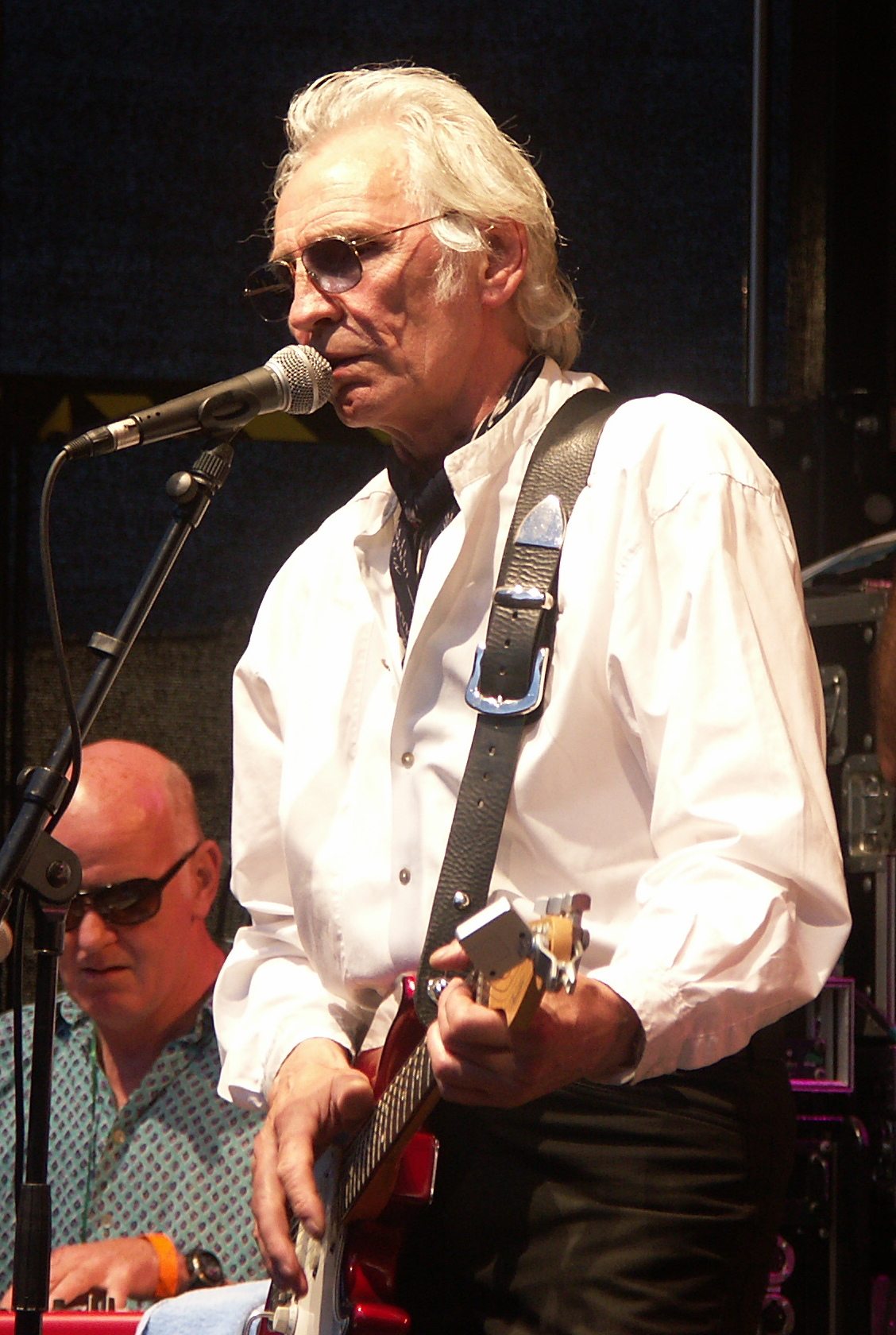
Steve Gibbons

Steve Gibbons, född 13 juli 1941 i Birmingham, är en engelsk rockmusiker.
Bland de band han medverkat i återfinns det egna Steve Gibbons band som tillhörde den engelska pubrockeran. Deras mest kända låt är "Down in the Bunker" som låg högt på försäljningslistorna i hela Europa, bland annat i Sverige.